# L'anima infrange i legami che l'avvincono alla Terra
L'anima infrange i legami che l'avvincono alla Terra (L'Âme brisant les liens qui l'attachent à la terre) è un dipinto incompiuto del pittore francese Pierre Paul Prud'hon realizzato tra il 1821 e l'inizio del 1823, quando egli morì.
Dichiarato tesoro nazionale il 19 maggio del 2018, il quadro venne conservato al museo del Louvre, a Parigi, in seguito a una donazione della società degli amici del Louvre nel novembre del 2019.

## Descrizione
Questo dipinto allegorico raffigura l'anima di una defunta che vola verso il Cielo, mentre un raggio di luce divina la illumina. L'anima ha l'aspetto di un angelo femminile che alza le braccia verso il cielo. L'anima si allontana dai tormenti della vita terrestre, che sono simboleggiati da un serpente e da una roccia colpita dalle onde. Esistono molti disegni preparatori e un bozzetto a olio nel quale le gambe dell'angelo sono coperte da un velo rosso, mentre nella composizione finale quello si trova in basso a destra e un velo bianco svolazzante copre appena l'anima nuda. La fuga dello spirito dal corpo simboleggia anche il trionfo della luce sull'oscurità e dell'idea del bello sulla bruttezza che è rappresentata dalla serpe.
L'ascensione della giovane ricorda Il rapimento di Psiche, un quadro a soggetto mitologico realizzato da Prud'hon in precedenza e conservato al museo del Louvre. Il quadro venne iniziato nel 1821, dopo che Constance Mayer, compagna del pittore e sua collaboratrice, si era tagliata la gola con un rasoio a causa della depressione. Sentitosi in colpa per aver causato la depressione che aveva portato al suicidio di Mayer (in quanto si era rifiutato di sposarla nonostante fosse vedovo), in quest'ultima opera Pierre-Paul Prud'hon cercò di esprimere il suo dolore con una forza inventiva originale.